# Kitkatclub
Cet article possède un paronyme, voir Kit Kat.

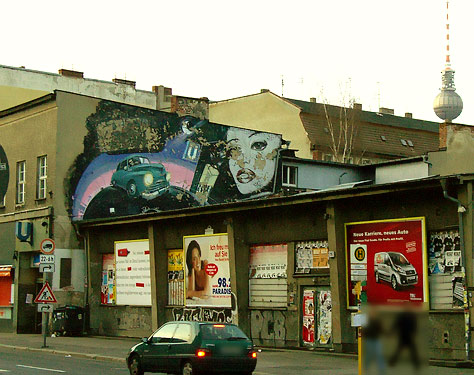
KitKatClub Berlin

Le Kitkatclub est une discothèque située à Berlin fondée en mars 1994 par le producteur de films pornographiques autrichien Simon Thaur (de) et sa compagne Kirsten Krüger. Le club est rapidement devenu célèbre dans le monde entier grâce à son concept unique associant de l'excellente musique trance, techno à une certaine liberté sexuelle de sa clientèle. En effet, les actes sexuels sont autorisés dans le club tout autour de la piste de danse.

## Description
Le club est constitué de quatre salles différentes, certaines plus spacieuses que d'autres, une piscine intérieure, six bars et ainsi qu'un sauna.
Ce qui rendit dès 1994 le Kitkatclub unique au monde est le contenu sexuel de ses soirées, ainsi que la diversité de sa clientèle et son ouverture d'esprit. En effet on y rencontre une très grande diversité de clubbeurs : hétérosexuels, homosexuels, fétichistes, riches, pauvres, chômeurs, artistes ainsi que très souvent des personnes handicapées. Le Kitkatclub représente une idée avant-gardiste du clubbing où toutes les frontières sociales s'effondrent et où l'accent est mis sur la tolérance, l'ouverture d'esprit et l'hédonisme. Pour garder l'ambiance du club originale et subversive, un code vestimentaire très strict s'applique à la porte tenue par Kirsten - la fondatrice du club - elle-même. En règle générale, une personne portant des vêtements de la vie quotidienne sera automatiquement refusée. Il s'agit donc de faire un effort vestimentaire créatif ou d'être assez dénudé pour pouvoir participer à la fête.
L'image sulfureuse du Kitkatclub tend à évoluer d'année en année. En effet, durant la décennie 1990, le contenu des nuits était à caractère quasiment pornographique et essentiellement pensé pour un public hétérosexuel. Aujourd'hui, bien que les actes sexuels soient toujours extrêmement courants dans le club, l'accent est davantage mis sur la musique et la danse ainsi que la diversité thématique des soirées. Le légendaire « Carneball Bizarre » et son after-hour qui rendirent le club mondialement connu en 1994 continuant à conserver la nuit du samedi et la journée du dimanche, le programme du Vendredi est généralement plutôt organisé pour un public homosexuel ou métrosexuel (Gegen, Revolver, Piep Show...).

## Popularité
Le Kitkatclub — surnommé kitty par les Berlinois — a fortement contribué à établir Berlin au premier rang des meilleures destinations du monde pour les fans de techno, mais a également vendu une image extrêmement libérale et libertine de la capitale allemande. Cependant, la ville de Berlin n'a pas toujours été reconnaissante envers le club. En 2001 par exemple, alors que le gouvernement berlinois était assez conservateur, le club dut fermer et poursuivre son programme illégalement durant quelques semaines pour cause d'incitation à la débauche.
La chanteuse française Patricia Kaas était connue pour s'y rendre souvent à la fin des années 2000.
D'après la nouvelle adjointe à la mairie de Berlin, interrogée par Die Welt le 10 novembre 2007, « le Kitkatclub est un lieu de rencontres interculturelles. C'est à ce titre qu'il garantit l'image libérale et cosmopolite de Berlin, ville d'échanges ».[réf. nécessaire]
Après presque trente ans d'existence, le club a connu quatre localités différentes : en 1994, tout commença dans le petit club Turbine dans le quartier alternatif de Kreuzberg, puis en 1999 le Kitkatclub a durant 1 an organisé ses nuits dans le Metropol Theater am Nollendorfplatz ; entre 2000 et 2007 le club continua d'écrire son histoire dans le quartier de Schöneberg, utilisant le grand hall de l'ancienne usine à bière désaffectée de la Malzfabrik ; à partir de juillet 2007, le club investit un des lieux de clubbing les plus chargés d'histoire à Berlin, l'ancien Walfish, où furent organisés tout de suite après la chute du mur les premiers after-hours de la ville, plus exactement au Brückenstraße 1, au-dessus de la station de métro Heinrich-Heine-Strasse (ligne U8) à seulement quelques centaines de mètres du non moins célèbre club techno Tresor. Il y réside toujours aujourd'hui.